# Calathocratus sinuosus
Calathocratus sinuosus is een hooiwagen uit de familie kaphooiwagens (Trogulidae). De originele naamcombinatie (protoniem) was Trogulus sinuosus Sørensen, 1873.